# São Gabriel da Palha
São Gabriel da Palha is een gemeente in de Braziliaanse deelstaat Espírito Santo. De gemeente telt 30.604 inwoners (schatting 2009).
De gemeente grenst aan Águia Branca, Nova Venécia, Vila Valério, São Domingos do Norte en São Mateus.